# Greenaspis gejiuensis
Greenaspis gejiuensis är en insektsart som beskrevs av Tang 1986. Greenaspis gejiuensis ingår i släktet Greenaspis och familjen pansarsköldlöss. Inga underarter finns listade i Catalogue of Life.